# Björkå
Björkå – miejscowość (småort) w Szwecji w gminie Sollefteå w regionie Västernorrland. Około 75 mieszkańców.